# Morro do Camelo
O Morro do Camelo (também chamado Calumbi) é uma elevação proeminente situada na cidade brasileira de Palmeiras (Bahia), na Chapada Diamantina, região central do estado da Bahia, na Área de Proteção Ambiental Marimbus-Iraquara e ao norte do Morro do Pai Inácio junto ao qual se constitui numa das atrações turísticas do lugar.
Tem uma altura de 170 metros e altitude de 1 090 metros, e recebeu este nome por apresentar a silhueta semelhante a um camelo, como por quem o vê a partir da BR-242.

## Características
Parte integrante da Serra do Sincorá, é um dos chamados "morros testemunhos", formando um alinhamento com o Morro do Pai Inácio e o Morrão. Formado por arenito e siltito, geologicamente é considerado testemunho da erosão sofrida pela serra da qual faz parte.